# Liste von Karnevalsfilmen
Diese Liste von Karnevalsfilmen führt Filme in alphabetischer Sortierung auf, die den Karneval als übergeordnetes Thema behandeln, ihn als wesentliches Element beinhalten oder anderweitig wesentlich in Zusammenhang mit Karneval stehen. Es werden sowohl Spielfilme als auch Dokumentarfilme und andere Formen wie Animationsfilme u. a. aufgelistet.
Die Liste erhebt keinen Anspruch auf Vollständigkeit und ist noch im Aufbau.

## Liste von Karnevalsfilmen
| Filmtitel                                               | Jahr | Land                                                      | Regie                               | Filmgattung, Sonstiges |
| ------------------------------------------------------- | ---- | --------------------------------------------------------- | ----------------------------------- | --- |
| 007 1/2 no Carnaval                                     | 1966 | Brasilien                                                 | Victor Lima                         | Im Karneval von Rio de Janeiro spielende James-Bond-Parodie |
| Alaaf You                                               | 2016 | Deutschland                                               | Baris Aladag                        | Doku über den Kölner Karneval, von Jecken selbst gedreht |
| Alô Alô Carnaval                                        | 1936 | Brasilien                                                 | Adhemar Gonzaga                     | Musikkomödie |
| Asesinato en lunes de carnaval                          | 2002 | Venezuela, Kolumbien, Mexiko                              | Malena Roncayolo                    | Drama um einen politischen Gefangenen in einer Militärdiktatur im nahenden Karneval |
| A Voz do Carnaval                                       | 1933 | Brasilien                                                 | Adhemar Gonzaga, Humberto Mauro     | Musikkomödie mit zahlreichen damaligen brasilianischen Stars um den argentinischen Komiker Pablo Pablitos, der zum Karnevalskönig in Rio wurde, mit einer Nebenrolle für Carmen Miranda, ihr Filmdebut.                                      |
| Carnaval                                                | 2021 | Brasilien                                                 | Leandro Neri                        | Komödie um eine Influencerin, die ihren Liebeskummer im Karneval in Salvador bekämpft |
| Carnaval                                                | 2011 | Schweiz                                                   | Adrienne Bovet                      | Kurzfilm über drei junge Freunde, die unterschiedliche Erfahrungen auf einer Karnevalsfeier machen |
| Carnaval                                                | 2014 | Frankreich                                                | Antony Hickling                     | Kurzfilm |
| Carnaval: à procura de Paulo Moleiro                    | 2008 | Portugal                                                  | Miguel Gomes                        | Kurzfilm |
| Carnaval Atlântida                                      | 1952 | Brasilien                                                 | José Carlos Burle, Carlos Manga     | Musikkomödie um ein ernstes Filmprojekt zur schönen Helena von Troja aus der Ilias, das zu einem Revuefilm im Karneval wird |
| Carnaval de antaño                                      | 1940 | Argentinien                                               | Manuel Romero                       | Musikkomödie, die durch vier Charaktere den Karneval von 1912 mit dem von 1940 zusammenbringt |
| Carnaval de Barranquilla                                | 2009 | Argentinien                                               | Matías Gueilburt                    | Dokumentarfilm zum kolumbianischen, international bekannten Karneval in Barranquilla |
| Carnaval em Lá Maior                                    | 1955 | Brasilien                                                 | Adhemar Gonzaga                     | Musikkomödie |
| Carnaval en el trópico                                  | 1942 | Mexiko                                                    | Carlos Villatoro                    | Musikkomödie um drei Freunde, die zum Karneval nach Veracruz fahren |
| Carnaval en mi barrio                                   | 1961 | Mexiko                                                    | René Cardona                        | Musikkomödie |
| Carnaval dos 500 anos                                   | 2000 | Brasilien                                                 | Carlos Diegues                      | Kurzfilm zum 500. Jubiläum der Ankunft der portugiesischen Entdecker in Brasilien |
| Carnaval dos Deuses                                     | 2010 | Brasilien                                                 | Tata Amaral                         | Kurzfilm über die Vorbereitungen von Schulkindern auf den Karneval, über die sie in eine Diskussion über unterschiedliche religiöse Überzeugungen geraten.                                                                                   |
| Carnaval em Marte                                       | 1955 | Brasilien                                                 | Watson Macedo                       | Musikkomödie um eine Frau, die unter dem Einfluss von Nachrichten über fliegende Untertassen einen Traum erlebt, in dem sie als Königin des Mars eine Expedition zur Erde sendet, um den Karneval von Rio dorthin zu holen.                  |
| Carnaval Inesquecível                                   | 2008 | Brasilien                                                 | Pedro Severien                      | Kurzfilm, spielt im Karneval in Olinda und seine Schattenseiten bei Nacht |
| Carnaval na Lama                                        | 1970 | Brasilien                                                 | Rogério Sganzerla                   | Komödie |
| Carnaval no Fogo                                        | 1949 | Brasilien                                                 | Watson Macedo                       | Kriminal-Musikkomödie um eine Diebesgang im Palace Hotel an der Copacabana während des Karnevals. |
| Carnaval para D. João VI                                | 2008 | Brasilien, Portugal                                       | Rodrigo Lamounier                   | Doku, die anhand des Karnevals in Rio 2008 und dessen Motto (200. Jahrestag der Flucht des port. Königshauses nach Rio) den historischen kulturellen brasilianisch-portugiesische Beziehungen nachgeht                                       |
| Carnaval sujo                                           | 2019 | Portugal                                                  | José Miguel Moreira                 | Fantasy-Kurzfilm |
| Domingo de Carnaval                                     | 1945 | Spanien                                                   | Edgar Neville                       | Atmosphärischer Krimi im Madrid der 1910er Jahre |
| El carnaval de Sodoma                                   | 2006 | Mexiko, Spanien                                           | Arturo Ripstein                     | Prostituierte bereiten sich eilig auf den kommenden Karneval vor |
| Fasching                                                | 1939 | Deutschland                                               | Hans Schweikart                     | Liebesfilm mit Karin Hardt |
| Fasnacht                                                | 1985 | Schweiz, BR Deutschland                                   | Bruno D. Kiser                      | Drama |
| Die Fastnachtsbeichte                                   | 1960 | BR Deutschland                                            | William Dieterle                    | Kriminalfilm nach Carl Zuckmayer, mit Hans Söhnker und Götz George |
| Die Fastnachtsbeichte                                   | 1976 | BR Deutschland                                            | Eberhard Itzenplitz                 | Kriminalfilm nach Carl Zuckmayer, mit Hannes Messemer und Klaus Hoffmann |
| Febrero. Cuando la Vida es Carnaval                     | 2009 | Spanien                                                   | Nacho Sacaluga                      | Dokumentarfilm |
| Gualeguaychú: El país del carnaval                      | 2021 | Argentinien                                               | Marco Berger                        | Dokumentarfilm über die Vorbereitungen zum Karnevalsumzug in Gualeguaychú |
| Karnawal                                                | 2020 | Argentinien, Bolivien, Brasilien, Chile, Mexiko, Norwegen | Juan Pablo Félix                    | prämierter Tanzfilm über eine kleine Gemeinde im Andenkarneval in Nordargentinien |
| Karneval der Liebe                                      | 1943 | Deutschland                                               | Paul Martin                         | teils in Köln handelnder Revuefilm mit Johannes Heesters, Dora Komar, Hans Moser u. a. |
| Karneval! - Wir sind positiv bekloppt                   | 2014 | Deutschland                                               | Claus Wischmann                     | Doku über den rheinischen Karneval |
| Kehraus                                                 | 1983 | BR Deutschland                                            | Hanns Christian Müller              | Satirische Komödie u. a. von und mit Gerhard Polt, spielt im Münchner Fasching |
| Konfetti                                                | 1936 | Österreich                                                | Hubert Marischka                    | Verwechslungskomödie auf einem Kostümball am Faschingsdienstag |
| Le carnaval des vérités                                 | 1920 | Frankreich                                                | Marcel L'Herbier                    | symbolistisches Filmdrama um einen fehlgeschlagenen Betrug in der Oberschicht während eines Karnevalballs |
| L'enfant du carnaval                                    | 1921 | Frankreich                                                | Ivan Mozzhukhin                     | Tragikomödie um ein Baby, das zu Karneval vor dem feiernden Haus eines wohlhabenden Adligen abgelegt wird, der unwissentlich die Mutter als Hausmädchen engagiert und sich in sie verliebt, bis der todgeglaubte Vater des Kindes auftaucht. |
| Los hijos del carnaval                                  | 2017 | Argentinien                                               | Camila Álvarez                      | Filmdrama |
| Martes de carnaval                                      | 1991 | Spanien                                                   | Fernando Bauluz, Pedro Carvajal     | Prämiertes Drama um einen armen Dichter, der in seinen Heimatort zurückkehrt und hier an Erlebnisse an Karneval 50 Jahre zuvor erinnert wird                                                                                                 |
| Meine Frau betrügt mich (Carnaval)                      | 1953 | Frankreich                                                | Henri Verneuil                      | Komödie um Eheleute, Liebschaften und ein Kleid im Karnevalsumzug, mit Fernandel |
| Eine Nacht in Venedig                                   | 1953 | Österreich                                                | Georg Wildhagen                     | Operette |
| Noche de carnaval                                       | 1984 | Mexiko                                                    | Mario Hernández                     | Musikfilm und Kriminaldrama |
| Nturudu - Um Carnaval Sem Máscara                       | 2021 | Portugal                                                  | Arlindo Camacho                     | Dokumentarfilm über den identitätsstiftenden Karneval im westafrikanischen Guinea-Bissau |
| Orfeu                                                   | 1999 | Brasilien                                                 | Carlos Diegues                      | in einer Favela von Rio de Janeiro angesiedeltes, von Orfeu Negro (1959) inspiriertes Liebesdrama |
| Orfeu Negro                                             | 1959 | Brasilien, Frankreich, Italien                            | Marcel Camus                        | U.a. mit Oscar, Goldener Palme und Golden Globe ausgezeichneter Klassiker |
| Quando o Carnaval Chegar                                | 1972 | Brasilien                                                 | Carlos Diegues                      | Musikkomödie um einen Veranstalter und seine Schwierigkeiten bei der Organisation eines Konzertes mit Chico Buarque, Nara Leão und Maria Bethânia                                                                                            |
| Rosenmontag                                             | 1955 | Deutschland                                               | Willy Birgel                        | Im wilhelminischen Offiziersmilieu einer Kleinstadt vor dem WK I angesiedeltes Drama, mit Ruth Niehaus, Dietmar Schönherr, Elma Karlowa u. a.                                                                                                |
| Top Job                                                 | 1967 | Italien, Frankreich, BR Deutschland                       | Giuliano Montaldo                   | Perfekt geplanter Millionenraub während des Karnevals in Rio, mit Edward G. Robinson, Janet Leigh und Klaus Kinski |
| Trágico carnaval                                        | 1991 | Mexiko                                                    | Damián Acosta Esparza               | Kriminaldrama, Kurzfilm mit Hugo Stiglitz |
| Uma baleia pode ser dilacerada como uma escola de samba | 2025 | Brasilien                                                 | Marina Meliande, Felipe M. Bragança | Experimentalfilm im Umfeld einer Sambaschule in Rio de Janeiro |